# Hofstetten bei Brienz
Hofstetten bei Brienz là một đô thị ở huyện Interlaken trong bang Bern ở Thụy Sĩ. Đô thị này có diện tích 8,7 km², dân số năm 2005 là 547 người.